# Sleeps with angels (nummer van Neil Young)
Sleeps with angels is het afscheidslied dat Neil Young schreef voor de zanger van Nirvana, Kurt Cobain. De dood van Cobain gebeurde in april 1994, enkele maanden voor de opnames van het nieuwe album van Neil Young & Crazy Horse. Dit nummer werd er ook aan toegevoegd en werd de titelsong van dat album.

## Kurt Cobain
Cobain was een groot fan van Neil Young en omgekeerd had Young kort ervoor nog geprobeerd Cobain over te halen een band met hem op te richten. In 1993 had Cobain al eens een overdosis heroïne overleefd en erna stopte hij halverwege met een afkickprogramma. Op 8 april 1994 werd hij dood aangetroffen met een schotwond in zijn hoofd.
Young was erg van slag na diens dood, waarbij ook nog bij kwam dat Cobain een citaat uit zijn nummer Hey hey, my my (1979) had gebruikt in zijn afscheidsbrief: It's better to burn out, than fade away. Zijn dood gebeurde kort voor de opnames van het album dat Young met Crazy Horse had gepland.
Het album zelf werd als een van de beste van 1994 beschouwd en genomineerd voor een Grammy Award.

## Tekst en muziek
Het nummer is een afscheid van Cobain waarin geen plaats is gegeven aan verdriet of boosheid van de singer-songwriter. Het nummer kent een gevoelige melodie die wordt ondersteund door de distortion uit de elektrische gitaren van Young en Frank Sampedro. Het lied beschrijft Cobain.
Er is altijd iemand die aan hem denkt. Te laat, te vroeg, hij slaapt nu met engelen.